# Les Joies du mariage
Pour plus de détails, voir Fiche technique et Distribution.
Les Joies du mariage (titre original : Twice Two) est un film américain réalisé par James Parrott mettant en scène Laurel et Hardy, sorti en 1933.

## Fiche technique
- Titre original : Twice Two
- Titre français : Les Joies du mariage
- Réalisation : James Parrott
- Photographie : Art Lloyd
- Montage : Bert Jordan
- Producteur : Hal Roach
- Société de production : Hal Roach Studios
- Société de distribution : Metro-Goldwyn-Mayer
- Pays d’origine :  États-Unis
- Langue : anglais
- Format : Noir et blanc - 35 mm - 1,37:1  -  sonore
- Genre : comédie
- Longueur : deux bobines
- Date de sortie :
  - États-Unis : 25 février 1933

## Distribution
Source principale de la distribution :
- Stan Laurel (VF : Franck O'Neill) : Mr. Laurel / Mrs Sandy Hardy
- Oliver Hardy (VF : Leo P. Nold) : Mr. Hardy / Mrs. Fanny Laurel

Reste de la distribution non créditée :
- Baldwin Cooke : un voisin
- Charlie Hall : le livreur
- Ham Kinsey : un passant
- Carol Tevis : la voix de Mrs. Hardy
- May Wallace : la voix de Mrs. Laurel